# Туризм в Индонезии
Туризм в Индонезии является важным компонентом индонезийской экономики, а также существенным источником его денежных поступлений. 
В 2019 году в Индонезию прибыло 16,10 миллиона иностранных туристов, но в период коронавирусной пандемии турпоток резко упал. В среднем туристы тратили 1142 доллара США на человека во время визита или 152 доллара в день. Больше всего туристов прибывает из Сингапура, Малайзии, Китая, Австралии и Японии.

## Статистика
| 2000 | 5,064,217  | 12.26 |
| 2001 | 5,153,620  | 10.49 |
| 2002 | 5,033 400  | 9.79  |
| 2003 | 4,467,021  | 9.69  |
| 2004 | 5,321,165  | 9.47  |
| 2005 | 5,002,101  | 9.05  |
| 2006 | 4,871,351  | 9.09  |
| 2007 | 5,505,759  | 9.02  |
| 2008 | 6,429,027  | 8.58  |
| 2009 | 6,452,259  | 7.69  |
| 2010 | 7,002,944  |       |
| 2011 | 7,649,731  |       |
| 2012 | 8,044,462  |       |
| 2013 | 8,802,129  |       |
| 2014 | 9,435,411  |       |
| 2015 | 10,406,759 |       |
| 2016 | 11,519,275 |       |
| 2017 | 14,039,799 |       |
| 2018 | 15,810,305 |       |
| 2019 | 16,106,954 |       |
| 2020 | 4,052,923  |       |
| 2021 | 1,557,530  |       |
| 2022 | 5,889,031  |       |

Три четверти туристов прибывающих в Индонезию приезжают из Азиатско-Тихоокеанского региона, Сингапура, Малайзии, Австралии, Японии и Китая. Туристы Великобритании, Франции и Германии составляют основной поток посетителей из Европы.
На 2013 года около 59 % всех посетителей Индонезии приезжали для отдыха, в то время как 38 % в коммерческих целях.
В 2012 году туристическая отрасль Индонезии давала 8 % рабочих мест от общего числа рабочих мест в стране и 8,9 % от индонезийского ВВП.

## Туристические достопримечательности
Индонезия имеет хорошо сохранившийся природные экосистемы с тропическими лесами, которые простираются на 57 % территории Индонезии (225 миллионов акров), около 2 % из которых являются мангровыми системы. Одна из причин по которой природные экосистемы в Индонезии хорошо сохранились это то, что только 6000 островов из 17000 постоянно обитаемы.
Индонезия обладает достаточно богатой подводной флорой и фауной поэтому представляет хорошее место для дайвинга. Около 20 % всех коралловых рифов в мире располагаются в Индонезии, 600 видов кораллов и более 3000 различных видов рыб.
В Индонезии существует 300 этнических групп, расположенных на площади 1,8 млн км², 6000 обитаемых островов. Несмотря на иностранное влияние, разнообразные культурные традиции коренных народов по-прежнему проявляется в Индонезии.

### Богорский ботанический сад
Богорский ботанический сад расположен в индонезийском городе Бого́р (провинция Западная Ява) и его окрестностях. Старейший и крупнейший ботанический сад Индонезии, один из самых старых и крупных в мире. В коллекции около 14,5 тысяч растений 5839 видов.
Основан в 1817 году по распоряжению колониальной администрации Нидерландской Ост-Индии. Имеет филиалы в других районах острова Ява, а также на острове Бали. Площадь сада вместе с филиалами — 451,4 гектара; центрального отделения, находящегося в черте Богора, — 87 гектаров.

## Угрозы для индустрии туризма
Одной из основных угроз для туризма в Индонезии является терроризм. С начала 21-го века в стране прошла серия терактов:
- 2000 год: серия терактов в Индонезии в Сочельник
- Взрыв фондовой биржи в Джакарте (2000)
- Террористические акты на Бали в 2002 году
- Взрыв в гостинице Марриот (2003)
- Террористические акты на Бали в 2005 году

После терактов совершенных на Бали в 2002 году в ряде стран были выпущены туристические предупреждения, из-за чего в впоследствии количество туристов посещающих остров Бали сократилось на 31 % в 2002 году и на 28 % в 2003 году.
Также, нелегальная работа лицами, приезжаюшими в целях туризма (так, активная депортация властями Индонезии иностранцев в начале 2023 г.).